# Санный спорт на зимних юношеских Олимпийских играх 2020
Соревнования по санному спорту на III зимних юношеских Олимпийских играх в Лозанне проходили с 17 по 20 января 2020 года. Было разыграно пять комплектов медалей.

## Медали

### Медалисты

#### Юноши
| Event                 | Золото                                        | Золото   | Серебро                                    | Серебро  | Бронза                                    | Бронза   |
| --------------------- | --------------------------------------------- | -------- | ------------------------------------------ | -------- | ----------------------------------------- | -------- |
| Одиночные сани, юноши | Гинтс Берзиньш Латвия                         | 1:48.045 | Павел Репилов Россия                       | 1:48.229 | Тимон Гранканьоло Германия                | 1:48.836 |
| Двойки, юноши         | Мориц Ягер Германия Валентин Стеудте Германия | 1:49.649 | Каспарс Ринкс Латвия Ардис Лиепиньш Латвия | 1:49.951 | Михаил Карнаухов Россия Юрий Чирва Россия | 1:50.325 |

#### Девушки
| Event                   | Золото                                                | Золото   | Серебро                                | Серебро  | Бронза                                                | Бронза   |
| ----------------------- | ----------------------------------------------------- | -------- | -------------------------------------- | -------- | ----------------------------------------------------- | -------- |
| Одиночные сани, девушки | Мерле Малу Фребель Германия                           | 1:49.687 | Джессика Дегенхардт Германия           | 1:49.895 | Диана Логинова Россия                                 | 1:49.966 |
| Двойки, девушки         | Джессика Дегенхардт Германия Ванесса Шнайдер Германия | 1:51.443 | Кэйтлин Наш Канада Натали Корле Канада | 1:52.709 | Виктория Зедина Латвия Селина Элизабет Звильна Латвия | 1:53.043 |

#### Смешанные эстафеты
| Event              | Золото                                                                | Золото   | Серебро                                                                         | Серебро  | Бронза                                                                  | Бронза   |
| ------------------ | --------------------------------------------------------------------- | -------- | ------------------------------------------------------------------------------- | -------- | ----------------------------------------------------------------------- | -------- |
| Cмешанная эстафета | Россия · Диана Логинова · Павел Репилов · Михаил Карнаухов/Юрий Чирва | 2:54.072 | Германия · Мерле Малу Фребель · Тимон Гранканьоло · Мориц Ягер/Валентин Стеудте | 2:54.622 | Латвия · Юстине Маскале · Гинтс Берзиньш · Каспарс Ринкс/Ардис Лиепиньш | 2:54.954 |

### Общий зачет
| Место          | Страна         | Золото | Серебро | Бронза | Всего |
| -------------- | -------------- | ------ | ------- | ------ | ----- |
| 1              | Германия       | 3      | 2       | 1      | 6     |
| 2              | Латвия         | 1      | 1       | 2      | 4     |
| 2              | Россия         | 1      | 1       | 2      | 4     |
| 4              | Канада         | 1      | 1       | 0      | 2     |
| Всего стран: 4 | Всего стран: 4 | 6      | 5       | 5      | 16    |